# Formazioni di Superliga russa di pallavolo femminile 2013-2014
Formazioni delle squadre di pallavolo partecipanti alla stagione 2013-2014 del campionato di Superliga russa.

## Chara Morin
| N° | Nome                  | Ruolo | Data di nascita | Nazionalità sportiva |
| -- | --------------------- | ----- | --------------- | -------------------- |
| -  | Sergej Alekseev       | All   | -               | Russia               |
| -  | Vadim Kir'janov       | All   | -               | Russia               |
| 1  | Irina Klimanova       | C     | 17 agosto 1987  | Russia               |
| 2  | Irina Stratanovič     | S     | 2 ottobre 1988  | Russia               |
| 3  | Julija Kovalëva       | L     | 26 luglio 1987  | Russia               |
| 4  | Anastasija Jarygina   | C     | 4 gennaio 1991  | Russia               |
| 5  | Anna Moiseenko        | P     | 10 giugno 1985  | Russia               |
| 6  | Lola Arslanbekova     | S     | 10 agosto 1990  | Uzbekistan           |
| 7  | Julija Andruška       | O     | 5 luglio 1985   | Russia               |
| 8  | Anastasija Ljapuškina | P     | 8 aprile 1992   | Russia               |
| 9  | Natal'ja Nazarova     | S     | 22 gennaio 1988 | Russia               |
| 10 | Marija Pilipenko      | C     | 28 aprile 1984  | Russia               |
| 11 | Julija Sten'kina      | L     | 7 febbraio 1988 | Russia               |
| 15 | Irina Smirnova        | S     | 10 aprile 1990  | Russia               |
| 17 | Margarita Kurilo      | S     | 21 giugno 1993  | Russia               |
| 18 | Ol'ga Šukajlo         | S     | 26 ottobre 1991 | Russia               |
| 22 | Kristýna Pastulová    | C     | 22 ottobre 1985 | Rep. Ceca            |

## Dinamo-Kazan
| N° | Nome                | Ruolo | Data di nascita   | Nazionalità sportiva |
| -- | ------------------- | ----- | ----------------- | -------------------- |
| -  | Rišat Giljazutdinov | All   | 31 ottobre 1972   | Russia               |
| 1  | Marija Borodakova   | C     | 8 marzo 1986      | Russia               |
| 3  | Ol'ga Birjukova     | S/O   | 19 settembre 1994 | Russia               |
| 4  | Dar'ja Malygina     | S/O   | 4 aprile 1994     | Russia               |
| 5  | Irina Mal'kova      | C     | 5 gennaio 1989    | Russia               |
| 8  | Dar'ja Rossamachina | P     | 27 gennaio 1987   | Russia               |
| 9  | Marija Popova       | S     | 1º novembre 1986  | Russia               |
| 10 | Jordan Larson       | S     | 16 ottobre 1986   | Stati Uniti          |
| 11 | Ekaterina Gamova    | S/O   | 17 ottobre 1980   | Russia               |
| 13 | Evgenija Starceva   | P     | 12 febbraio 1989  | Russia               |
| 14 | Ekaterina Kabešova  | L     | 5 agosto 1986     | Russia               |
| 15 | Antonella Del Core  | S     | 5 novembre 1980   | Italia               |
| 16 | Anna Mel'nikova     | C     | 13 ottobre 1995   | Russia               |
| 17 | Regina Moroz        | C     | 14 gennaio 1987   | Russia               |
| 18 | Irina Voronkova     | S     | 20 ottobre 1995   | Russia               |

## Dinamo Krasnodar
| N° | Nome                 | Ruolo | Data di nascita  | Nazionalità sportiva |
| -- | -------------------- | ----- | ---------------- | -------------------- |
| -  | Avital Selinger      | All   | 10 marzo 1959    | Paesi Bassi          |
| 1  | Anna-Miriam Gansorne | S     | 16 marzo 1982    | Russia               |
| 4  | Marina Manjuk        | C     | 26 novembre 1982 | Russia               |
| 5  | Ljubov' Sokolova     | S     | 4 dicembre 1977  | Russia               |
| 5  | Jana Ščerban'        | S     | 6 settembre 1989 | Russia               |
| 7  | Svetlana Krjučkova   | L     | 21 febbraio 1985 | Russia               |
| 8  | Marija Bibina        | L     | 26 marzo 1995    | Russia               |
| 10 | Anna Levčenko        | P     | 12 luglio 1981   | Russia               |
| 11 | Ljudmila Malofeeva   | S/O   | 18 maggio 1988   | Russia               |
| 12 | Rosir Calderón       | S/O   | 28 dicembre 1984 | Cuba                 |
| 13 | Evgenija Kožuchova   | S     | 3 luglio 1990    | Russia               |
| 14 | Irina Uralëva        | P     | 14 giugno 1990   | Russia               |
| 15 | Anja Spasojević      | S     | 4 luglio 1983    | Serbia               |
| 16 | Rimma Hončarova      | C     | 11 maggio 1995   | Russia               |
| 17 | Natal'ja Dianskaja   | C     | 7 marzo 1989     | Russia               |
| 18 | Julija Podskal'naja  | C     | 18 aprile 1989   | Russia               |

## Dinamo Mosca
| N° | Nome                  | Ruolo | Data di nascita  | Nazionalità sportiva |
| -- | --------------------- | ----- | ---------------- | -------------------- |
| -  | Svetlana Ilić         | All   | 12 agosto 1972   | Serbia               |
| -  | Leonid Zajko          | All   | 15 febbraio 1948 | Russia               |
| 1  | Julija Sedova         | C     | 8 gennaio 1985   | Russia               |
| 2  | Valerija Hončarova    | C     | 3 gennaio 1988   | Russia               |
| 3  | Anna Malova           | L     | 16 aprile 1990   | Russia               |
| 4  | Dar'ja Čikrizova      | L     | 9 settembre 1990 | Russia               |
| 5  | Anastasija Markova    | S     | 16 ottobre 1987  | Russia               |
| 7  | Maryna Marčenko       | S/O   | 12 luglio 1985   | Ucraina              |
| 8  | Natalija Hončarova    | S     | 1º giugno 1989   | Russia               |
| 9  | Vera Uljakina         | P     | 21 agosto 1986   | Russia               |
| 10 | Ol'ga Pal'čikova      | C     | 25 luglio 1983   | Russia               |
| 11 | Sanja Popović         | S/O   | 31 maggio 1984   | Croazia              |
| 12 | Ekaterina Starodubova | L     | 19 ottobre 1984  | Russia               |
| 14 | Ekaterina Krivec      | C     | 14 novembre 1984 | Russia               |
| 15 | Tat'jana Košeleva     | S     | 23 dicembre 1988 | Russia               |
| 18 | Marina Akulova        | P     | 13 dicembre 1985 | Russia               |

## Fakel
| N° | Nome                | Ruolo | Data di nascita  | Nazionalità sportiva |
| -- | ------------------- | ----- | ---------------- | -------------------- |
| -  | Jurij Pančenko      | All   | 5 febbraio 1959  | Russia               |
| 1  | Ekaterina Bogačëva  | C     | 2 gennaio 1990   | Russia               |
| 2  | Anna Galeeva        | L     | 15 aprile 1992   | Russia               |
| 3  | Strašimira Filipova | C     | 18 agosto 1985   | Bulgaria             |
| 4  | Marija Žadan        | P     | 6 febbraio 1983  | Russia               |
| 5  | Anna Paregina       | P     | 11 giugno 1985   | Russia               |
| 6  | Dar'ja Stoljarova   | S/O   | 29 marzo 1990    | Russia               |
| 7  | Elena Ežova         | L     | 14 agosto 1977   | Russia               |
| 8  | Natal'ja Alimova    | C     | 9 dicembre 1978  | Russia               |
| 9  | Ksenija Naumova     | S     | 1º febbraio 1990 | Russia               |
| 10 | Evgenija Ivašova    | S     | 10 marzo 1990    | Russia               |
| 12 | Ana Paula Ferreira  | S     | 17 giugno 1980   | Brasile              |
| 13 | Dar'ja Pisarenko    | S     | 22 aprile 1991   | Russia               |
| 17 | Tat'jana Gorškova   | S     | 8 marzo 1981     | Russia               |
| 18 | Natal'ja Rogačeva   | C     | 30 dicembre 1982 | Russia               |

## Indezit
| N° | Nome                   | Ruolo | Data di nascita  | Nazionalità sportiva |
| -- | ---------------------- | ----- | ---------------- | -------------------- |
| -  | Gennadij Aleksandrovič | All   | 15 febbraio 1966 | Russia               |
| 1  | Dar'ja Burkina         | P     | 1º aprile 1989   | Russia               |
| 2  | Oleksandra Peretjat'ko | P     | 11 aprile 1984   | Ucraina              |
| 4  | Alina Jarošik          | S     | 14 maggio 1992   | Russia               |
| 5  | Elena Ponomareva       | S     | 28 dicembre 1972 | Russia               |
| 6  | Serafima Skladanjuk    | S     | 26 gennaio 1990  | Russia               |
| 7  | Natal'ja Nemtinova     | S     | 28 marzo 1990    | Russia               |
| 9  | Galina Bojko           | L     | 29 maggio 1985   | Russia               |
| 10 | Ekaterina Starikova    | S     | 26 marzo 1985    | Russia               |
| 11 | Alina Elizarova        | C     | 15 maggio 1980   | Russia               |
| 13 | Natal'ja Chodunova     | S     | 1º luglio 1992   | Russia               |
| 15 | Margarita Pantilej     | L     | 17 luglio 1989   | Russia               |
| 17 | Anna Gur'janova        | S     | 10 gennaio 1985  | Russia               |
| 18 | Tat'jana Saltykova     | C     | 6 luglio 1990    | Russia               |

## Omička
| N° | Nome                   | Ruolo | Data di nascita   | Nazionalità sportiva |
| -- | ---------------------- | ----- | ----------------- | -------------------- |
| -  | Zoran Terzić           | All   | 9 luglio 1966     | Serbia               |
| 1  | Anastasija Šljachovaja | C     | 5 ottobre 1990    | Russia               |
| 3  | Nancy Carrillo         | S/O   | 11 gennaio 1986   | Cuba                 |
| 5  | Ekaterina Orlova       | S/O   | 21 ottobre 1987   | Russia               |
| 6  | Julija Kutjukova       | S     | 30 marzo 1989     | Russia               |
| 7  | Alena Hendzel'         | C     | 21 settembre 1984 | Russia               |
| 8  | Viktorija Kuzjakina    | L     | 1º giugno 1985    | Russia               |
| 9  | Natalija Kazka         | S/O   | 2 dicembre 1984   | Azerbaigian          |
| 10 | Ol'ga Fateeva          | S/O   | 4 maggio 1984     | Russia               |
| 12 | Marina Šešenina        | P     | 26 giugno 1985    | Russia               |
| 13 | Anastasija Kornienko   | P     | 9 settembre 1992  | Russia               |
| 15 | Julija Panova          | C     | 11 ottobre 1989   | Russia               |
| 17 | Tat'jana Bel'kova      | S     | 8 settembre 1986  | Russia               |
| 20 | Ol'ga Terechina        | L     | 6 aprile 1986     | Russia               |

## Proton
| N° | Nome                 | Ruolo | Data di nascita   | Nazionalità sportiva |
| -- | -------------------- | ----- | ----------------- | -------------------- |
| -  | Elena Sokolova       | All   | -                 | Russia               |
| 1  | Nelli Fonova         | S     | 20 dicembre 1983  | Russia               |
| 2  | Galina Fëdorova      | L     | 25 aprile 1991    | Russia               |
| 3  | Viktorija Levšina    | L     | 9 maggio 1994     | Russia               |
| 4  | Tetjana Kozlova      | S     | 25 settembre 1984 | Ucraina              |
| 5  | Elena Irisova        | C     | 15 dicembre 1987  | Russia               |
| 7  | Julija Karpuchina    | S/O   | 26 giugno 1979    | Russia               |
| 8  | Ol'ga Fëdorova       | S     | 17 luglio 1994    | Russia               |
| 9  | Marija Chaleckaja    | S     | 31 luglio 1994    | Russia               |
| 10 | Elena Novik          | P     | 23 marzo 1994     | Russia               |
| 11 | Tat'jana Šamanaeva   | S     | 31 marzo 1993     | Russia               |
| 12 | Nadežda Molosaj      | S     | 14 dicembre 1990  | Bielorussia          |
| 15 | Ekaterina Udovičenko | P     | 5 ottobre 1987    | Ucraina              |
| 17 | Irina Belenkova      | C     | 19 settembre 1987 | Russia               |
| 18 | Valerija Fadeeva     | S     | 13 ottobre 1993   | Russia               |

## Tjumen
| N° | Nome              | Ruolo | Data di nascita  | Nazionalità sportiva |
| -- | ----------------- | ----- | ---------------- | -------------------- |
| -  | Igor' Gajdabura   | All   | 3 dicembre 1962  | Russia               |
| 2  | Ekaterina Volkova | C     | 5 ottobre 1993   | Russia               |
| 3  | Elena Zakurdaeva  | S     | 20 marzo 1986    | Russia               |
| 5  | Anna Ivanova      | C     | 20 novembre 1987 | Russia               |
| 7  | Elena Budylina    | P     | 4 aprile 1988    | Russia               |
| 8  | Marija Brunceva   | C     | 12 giugno 1980   | Russia               |
| 9  | Ol'ga Sažina      | S     | 19 febbraio 1986 | Russia               |
| 10 | Dar'ja Talyševa   | L     | 16 ottobre 1991  | Russia               |
| 12 | Margarita Čačina  | S     | 6 dicembre 1986  | Russia               |
| 15 | Mira Topić        | S     | 2 giugno 1983    | Croazia              |
| 16 | Sonja Newcombe    | S     | 7 marzo 1988     | Stati Uniti          |
| 17 | Anna Sotnikova    | S     | 29 maggio 1986   | Russia               |
| 18 | Svetlana Akulova  | P     | 10 aprile 1984   | Russia               |
| 23 | Anna Pospelova    | L     | 13 luglio 1995   | Russia               |

## Ufimočka
| N° | Nome                  | Ruolo | Data di nascita   | Nazionalità sportiva |
| -- | --------------------- | ----- | ----------------- | -------------------- |
| -  | Andrej Podkopaev      | All   |                   | Russia               |
| 1  | Ol'ga Efimova         | P     | 6 gennaio 1990    | Russia               |
| 3  | Marija Samojlova      | S     | 22 dicembre 1989  | Russia               |
| 4  | Nadežda Mišina        | C     | 4 febbraio 1991   | Russia               |
| 5  | Natal'ja Nemtinova    | C     | 28 marzo 1990     | Russia               |
| 7  | Kacjaryna Zakreŭskaja | S     | 29 settembre 1986 | Bielorussia          |
| 8  | Anna Malova           | L     | 16 aprile 1990    | Russia               |
| 9  | Ol'ga Elgardt         | S     | 4 marzo 1987      | Russia               |
| 10 | Ekaterina Efimova     | C     | 3 luglio 1993     | Russia               |
| 11 | Marija Ivon'kina      | C     | 6 gennaio 1992    | Russia               |
| 12 | Dar'ja Čikrizova      | L     | 9 settembre 1990  | Russia               |
| 13 | Tat'jana Alejnikova   | P     | 15 marzo 1983     | Russia               |
| 15 | Ljubov' Pronina       | S     | 10 agosto 1989    | Russia               |
| 16 | Julianna Kvon         | L     | 14 settembre 1993 | Russia               |
| 18 | Alina Beršakova       | S     | 12 settembre 1987 | Russia               |

## Uraločka
| N° | Nome                 | Ruolo | Data di nascita   | Nazionalità sportiva |
| -- | -------------------- | ----- | ----------------- | -------------------- |
| -  | Nikolaj Karpol'      | All   | 1º maggio 1938    | Russia               |
| 2  | Marija Beloborodova  | C     | 12 novembre 1986  | Russia               |
| 3  | Ekaterina Rusakova   | P     | 15 dicembre 1990  | Russia               |
| 4  | Ekaterina Černova    | L     | 26 gennaio 1986   | Russia               |
| 5  | Aleksandra Pasynkova | S/O   | 14 aprile 1987    | Russia               |
| 6  | Irina Zarjažko       | C     | 3 ottobre 1991    | Russia               |
| 8  | Anastasija Salina    | P     | 30 dicembre 1988  | Russia               |
| 9  | Anna Teležuk         | P     | 10 luglio 1987    | Russia               |
| 10 | Yumilka Ruiz         | S     | 8 maggio 1978     | Cuba                 |
| 11 | Viktorija Rusakova   | S     | 23 ottobre 1988   | Russia               |
| 12 | Valerija Safonova    | C     | 28 marzo 1992     | Russia               |
| 13 | Ksenija Il'čenko     | S     | 31 ottobre 1994   | Russia               |
| 14 | Alëna Golosnova      | L     | 29 giugno 1992    | Russia               |
| 15 | Irina Smirnova       | S/O   | 10 aprile 1990    | Russia               |
| 17 | Viktorija Červova    | S     | 18 luglio 1991    | Russia               |
| 22 | Ekaterina Makarčuk   | C     | 10 settembre 1994 | Russia               |

## Zareč'e Odincovo
| N° | Nome                   | Ruolo | Data di nascita  | Nazionalità sportiva |
| -- | ---------------------- | ----- | ---------------- | -------------------- |
| -  | Vadim Pankov           | All   | 1º giugno 1964   | Russia               |
| 1  | Valerija Hončarova     | C     | 3 gennaio 1988   | Russia               |
| 2  | Aleksandra Vinogradova | L     | 11 aprile 1988   | Russia               |
| 3  | Anastasija Bavykina    | S     | 6 luglio 1992    | Russia               |
| 6  | Ol'ga Bukreeva         | S/O   | 15 febbraio 1987 | Russia               |
| 7  | Ekaterina Romanenko    | L     | 23 dicembre 1993 | Russia               |
| 8  | Natal'ja Malych        | S     | 8 dicembre 1993  | Russia               |
| 10 | Ekaterina Pankova      | P     | 2 febbraio 1990  | Russia               |
| 11 | Aleksandra Zajceva     | P     | 8 gennaio 1996   | Russia               |
| 12 | Elena Emel'jakova      | C     | 10 luglio 1983   | Russia               |
| 13 | Irina Fetisova         | C     | 9 luglio 1994    | Russia               |
| 14 | Julija Merkulova       | C     | 17 febbraio 1984 | Russia               |
| 15 | Marina Dibrova         | S     | 30 agosto 1993   | Russia               |
| 17 | Vera Serebrjannikova   | P     | 4 marzo 1989     | Russia               |